# Ngôi sao thời trang
Ngôi sao thời trang là một trò chơi di động đề tài thời trang thuộc thể loại visual novel dưới quyền sở hữu trí tuệ của Papergames. và được phân phối bởi Tencent Games tại Trung Quốc. Trò chơi được phát hành chính thức vào ngày 20 tháng 5 năm 2015 và là phần 3 của loạt game Nikki's Story:
- Phần 1: A dressing story: Cuộc sống thường nhật của Nikki tại Trái Đất.
- Phần 2: World travelled: Chuyến du lịch vòng quanh Trái Đất của Nikki.
- Phần 3: Ngôi Sao Thời Trang: Nikki xuyên không tới Lục Địa Ảo Ảnh với nhiệm vụ thay đổi vận mệnh của thế giới.
- Phần 4: Nữ Thần Thời Trang: Sau khi nhiệm vụ thất bại, Nikki trở về quá khứ, làm lại từ đầu.
- Phần 5: Infinity Nikki: Nikki và Mumu dấn thân vào một cuộc phiêu lưu mới, thu thập trang phục, giải đố và khám phá những khu vực bí mật trong Lục Địa, với mong muốn chạm tay vào "trang phục huyền thoại đã cứu cả thế giới".

Cốt truyện trong trò chơi được chia thành từng chặng.

## Nội dung
Năm 672, nhà thiết kế Hasu qua đời và để lại 3 tuyệt tác. Các quốc gia trên toàn Lục Địa Ảo Ảnh bắt đầu tranh nhau những món tuyệt tác đó. Cuối cùng, họ quyết định tổ chức một cuộc thi đấu thiết kế để phân định thắng bại. Cuộc thi được tổ chức tại thành Rule Terdan, nơi được xem là biên giới của vương quốc Bồ Câu và Tập đoàn Liên Bang Táo Đỏ và kéo dài 9 ngày. Những cuộc chiến đấu khốc liệt liên tục tiếp diễn, các nhà thiết kế liên tục nhận được những thất bại thảm hại. Cuộc thi đã vượt quá sức tưởng tượng của các nhà tiên tri. Lịch sử gọi đó là "Cuộc chiến 9 ngày".
Sau những trận đấu cuối cùng, những nhà stylist tài ba, huyền thoại được kì vọng đều không thể chiến thắng. Kết quả của cuộc thi thật bất ngờ. Những người chiến thắng chung cuộc lại là hai người chỉ mới đến đây, một là công chúa Allie của vương quốc Bồ Câu và hai là một người phụ nữ thường dân với mái tóc hồng. Công chúa vương quốc Bồ Câu, Allie, tuy chỉ mới 16 tuổi nhưng đã một mình giành được hai tuyệt tác và được gọi là "Nữ Thần Tái Thế". Người còn lại, tự xưng là "Cô Gái Nội Trợ " đã giành được tuyệt tác cuối cùng. Sau cuộc thi, cô ấy dường như đã bốc hơi khỏi thế giới và người ta không bao giờ thấy tìm tung tích của cô ấy nữa.
Năm 676, công chúa Allie vừa tròn 20 tuổi kế thừa ngôi vị. Thời đại của nữ hoàng Allie đã tới. Nữ hoàng Allie hạ lệnh lập nhóm thiết kế Black Rose gồm 10 nhà thiết kế vô cùng tài giỏi và ra lệnh cho họ lùng sục khắp đại lục và tranh đoạt các bộ thiết kế nổi tiếng. Một ngày nọ, Nathalie, nữ hoàng của vương quốc Lilith, đã triệu hồi Nikki(Noãn Noãn) đến Lục Địa Ảo Ảnh, với hy vọng rằng cô ấy có thể thay đổi vận mệnh của vùng đất này. Từ đó trở đi, Nikki cùng chú mèo Mumu biết nói của mình và những người bạn của cô bước vào một hành trình mới ở Lục Địa Ảo Ảnh.

## Truyện tranh
Năm 2017, tạp chí truyện tranh Nhật Bản "Princess" thông báo rằng sẽ ra mắt phiên bản manga của trò chơi với tên gọi "Love Nikki". Bộ truyện được viết bởi Mika Sakura, kể về Nikki (Noãn Noãn), một cô gái mong muốn trở thành nhà thiết kế hàng đầu trong thế giới thực, bỗng nhiên lạc vào Lục Địa Ảo Ảnh. Trong Lục Địa Ảo Ảnh, mọi tranh chấp giữa những cư dân đều được giải quyết bằng những cuộc chiến phối đồ. Họ không bao giờ sử dụng vũ lực. Tưởng chừng như đó chính là hòa bình nhưng đằng sau đó còn có những lý do sâu xa hơn. Và người duy nhất có thể thay đổi kết cục của thế giới này chính là nữ hoàng vương quốc Nathalie.

## Tranh cãi
Tháng 2 năm 2018, sau khi "Ngôi sao thời trang" bản Đài Loan công bố bản cập nhật mới về sự kiện "Túi Phúc May Mắn", có tổng cộng năm trang phục mới đã được ra mắt lần đầu tiên. Trong số đó, trang phục "Thiên Không Tiêu Binh" được bán trong cửa hàng của trò chơi trong phiên bản Đài Loan được cho là đang ẩn dụ về các máy bay chiến đấu của Quân Giải phóng Nhân dân Trung Quốc, những phụ kiện đi kèm với trang phục cũng được cho là giống với Quốc kỳ Cộng hòa nhân dân Trung Hoa, ngoài ra trang phục này còn có thêm hiệu ứng tên lửa được bắn lên cao. Động thái này đã gây ra một làn sóng phản đối đến từ những người chơi ở Đài Loan. Sau đó, chính phủ đã ra thông báo tuyên bố rằng trang phục "Thiên Không Tiêu Binh" sẽ bị gỡ bỏ và không được phép đưa vào trong sự kiện "Túi Phúc May Mắn".
Sau đó, đã có nhiều đồn đoán cũng như sự mong đợi của người chơi ở Đài Loan rằng trang phục "Thiên Thu Thánh Lan" sẽ được thêm vào trong sự kiện "Túi Phúc May Mắn" thay thế cho "Thiên Không Tiêu Binh". Sự đồn đoán này không được nhiều người tin tưởng, vì hai bộ đồ có giá khác nhau.